# Metadiaea
Metadiaea es un género de arañas cangrejo de la familia Thomisidae. Contiene una sola especie, Metadiaea fidelis. La especie fue descrita por Mello-Leitão en 1929.

## Distribución
Se distribuye por América del Sur: Brasil.